# Parafia wojskowa Matki Bożej Różańcowej w Dziwnowie
Parafia wojskowa Matki Bożej Różańcowej w Dziwnowie – rzymskokatolicka parafia wojskowa. Mieści się przy ulicy Dziwnej w Dziwnowie. Znajduje się w dekanacie Marynarki Wojennej w Ordynariacie Polowym Wojska Polskiego. Erygowana 21 stycznia 1993. Obsługiwana jest przez księży kapelanów.
15 kwietnia 2007 kościół Garnizonowy pw. Matki Bożej Różańcowej został konsekrowany przez bpa Tadeusza Płoskiego – ordynariusza polowego Wojska Polskiego.